# Шаноаз
Шаноаз (фр. Champenoise) насеље је и општина у централној Француској у региону Центар (регион), у департману Ендр која припада префектури Исуден.
По подацима из 2011. године у општини је живело 320 становника, а густина насељености је износила 7,22 становника/km². Општина се простире на површини од 44,34 km². Налази се на средњој надморској висини од 176 метара (максималној 216 m, а минималној 152 m).

## Демографија
| 1962. | 1968. | 1975. | 1982. | 1990. | 1999. | 2011. |
| ----- | ----- | ----- | ----- | ----- | ----- | ----- |
| 407   | 489   | 392   | 335   | 261   | 250   | 320   |

График промене броја становника у току последњих година